# 栾城区各级文物保护单位列表
以下为河北省石家庄市栾城区各级文物保护单位列表。

## 全国重点文物保护单位
| 名称 | 编号 | 分类 | 年代 | 地址 | 公布时间 | 图像 |  |

## 河北省文物保护单位
- 栾武台遗址
- 柴武台古墓
- 清明桥
- 栾城县文庙大成殿

## 石家庄市文物保护单位
| 名称 | 编号 | 分类 | 年代 | 地址 | 公布时间 | 图像 |
| ---- | ---- | ---- | ---- | ---- | -------- | ---- |